# Pellafol
Pellafol ist eine französische Gemeinde mit 134 Einwohnern (Stand: 1. Januar 2022) im Département Isère in der Region Auvergne-Rhône-Alpes (vor 2016 Rhône-Alpes). Sie gehört zum Arrondissement Grenoble und zum Kanton Matheysine-Trièves. Die Einwohner werden Prafoulous genannt.

## Lage
Die Gemeinde Pellafol liegt in den Westalpen, etwa 45 Kilometer südsüdöstlich von Grenoble. Der Drac begrenzt die Gemeinde im Norden, die Souloise als dessen Nebenfluss im Osten. Der Zusammenfluss ist zum Lac du Sautet aufgestaut; die Staumauer (Barrage du Sautet) teilt sich Pellafol mit der Gemeinde Corps, das Wasserkraftwerk liegt in Pellafol. Umgeben wird Pellafol von den Nachbargemeinden Châtel-en-Trièves im Nordwesten und Norden, Quet-en-Beaumont im Norden, Corps im Nordosten, Ambel im Osten, Monestier-d’Ambel im Osten und Südosten, Saint-Disdier im Süden, Tréminis im Südwesten sowie Saint-Baudille-et-Pipet im Südwesten und Westen. Am Südwestrand der Gemeinde prägt der 2789 m hohe Gipfel des Obiou als höchster Berg des Dévoluy-Massivs das Alpenpanorama. Im Süden grenzt Pellafol an das Département Hautes-Alpes und somit an die Region Provence-Alpes-Côte d’Azur.

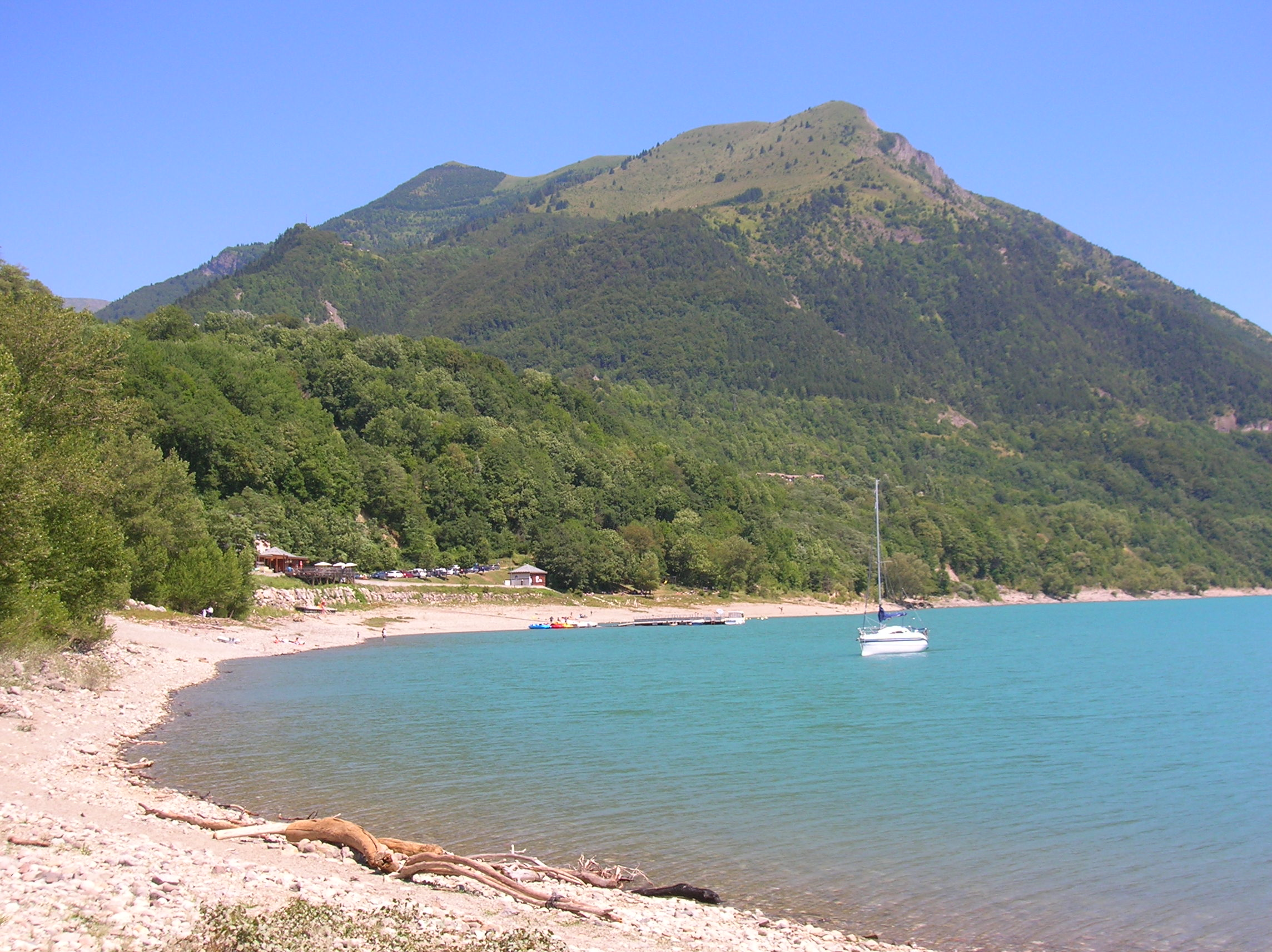
Lac du Sautet
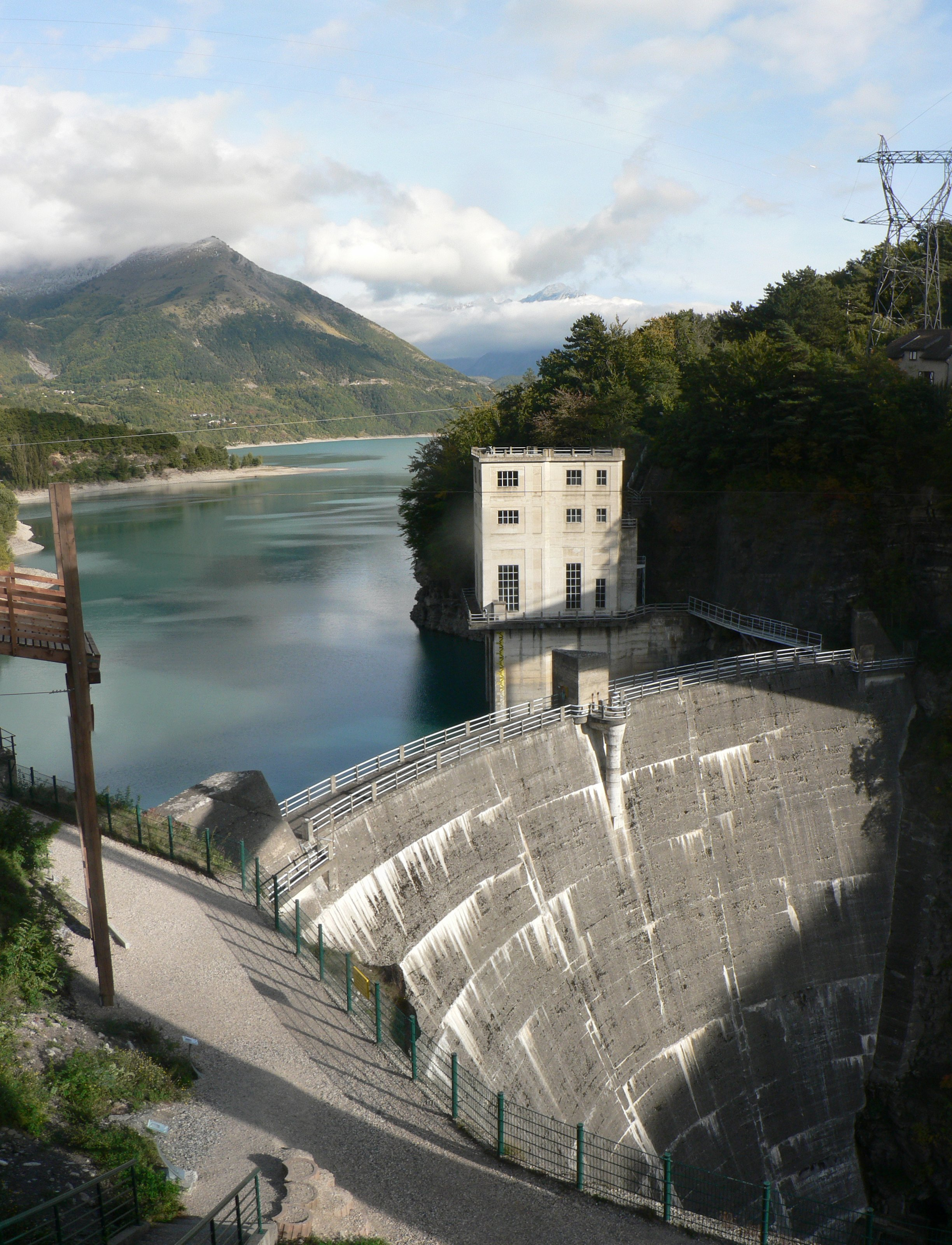
Staumauer des Lac du Sautet
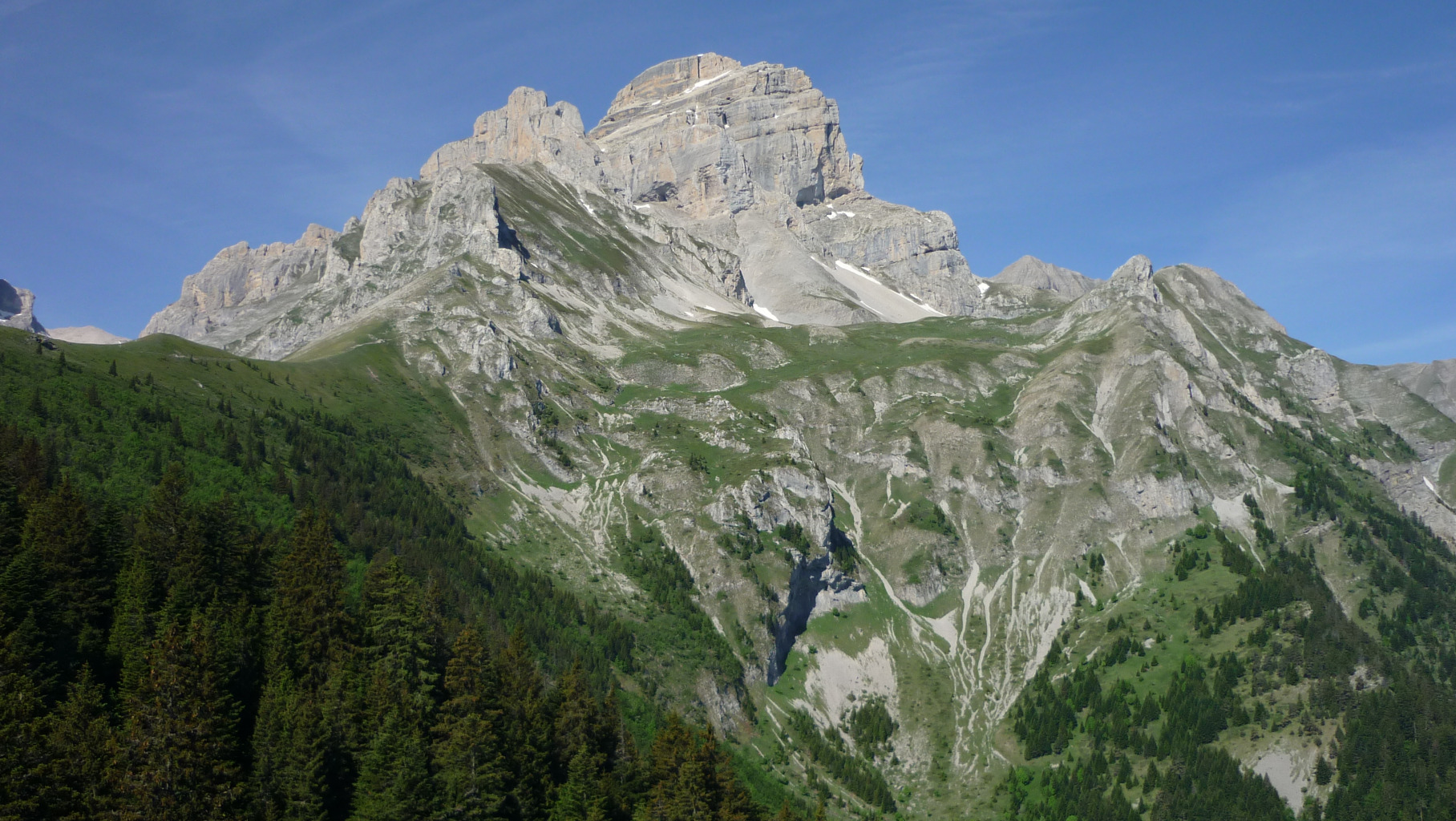
Obiou
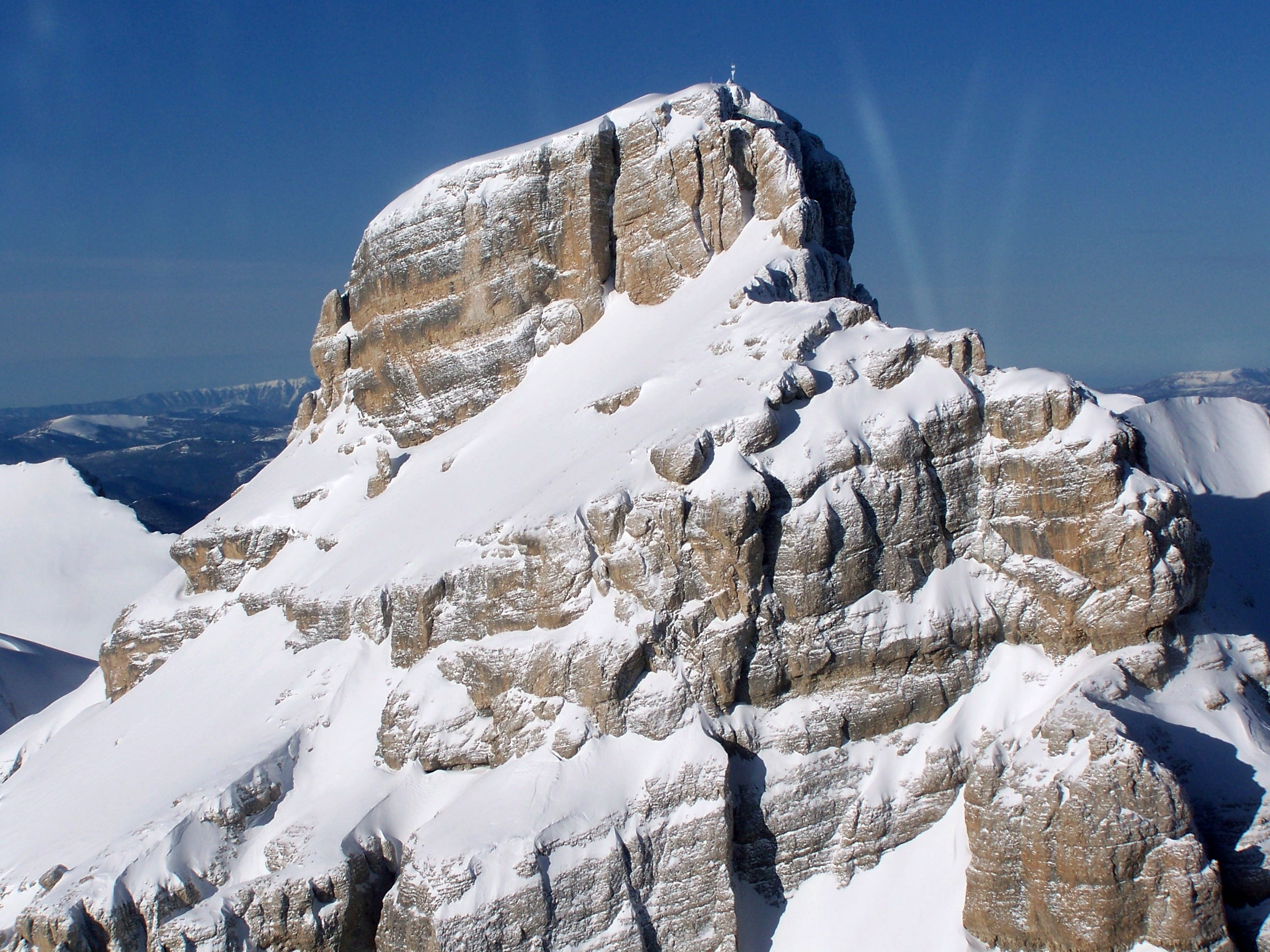
Gipfel des Obiou

## Bevölkerungsentwicklung
| Jahr                       | 1962 | 1968 | 1975 | 1982 | 1990 | 1999 | 2011 | 2021 |
| Einwohner                  | 283  | 245  | 200  | 152  | 149  | 137  | 138  | 135  |
| Quellen: Cassini und INSEE |      |      |      |      |      |      |      |      |

## Sehenswürdigkeiten
- Kirche Saint-Michel im Ortsteil La Croix-de-la-Pigne
- Kapelle Mariä Geburt im Ortsteil La Posterle
- Himmelfahrtskirche im Ortsteil Les Payas

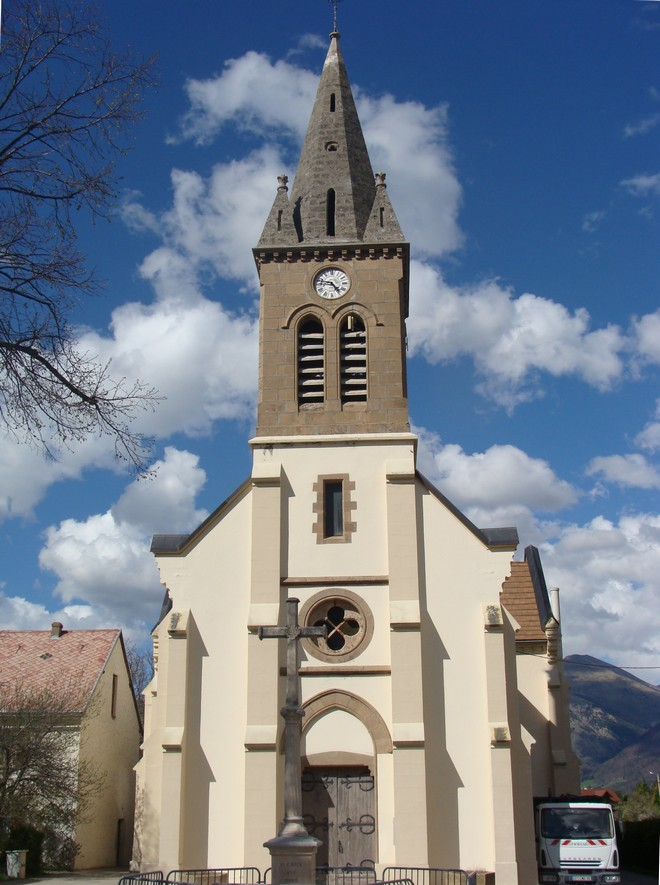
Himmelfahrtskirche
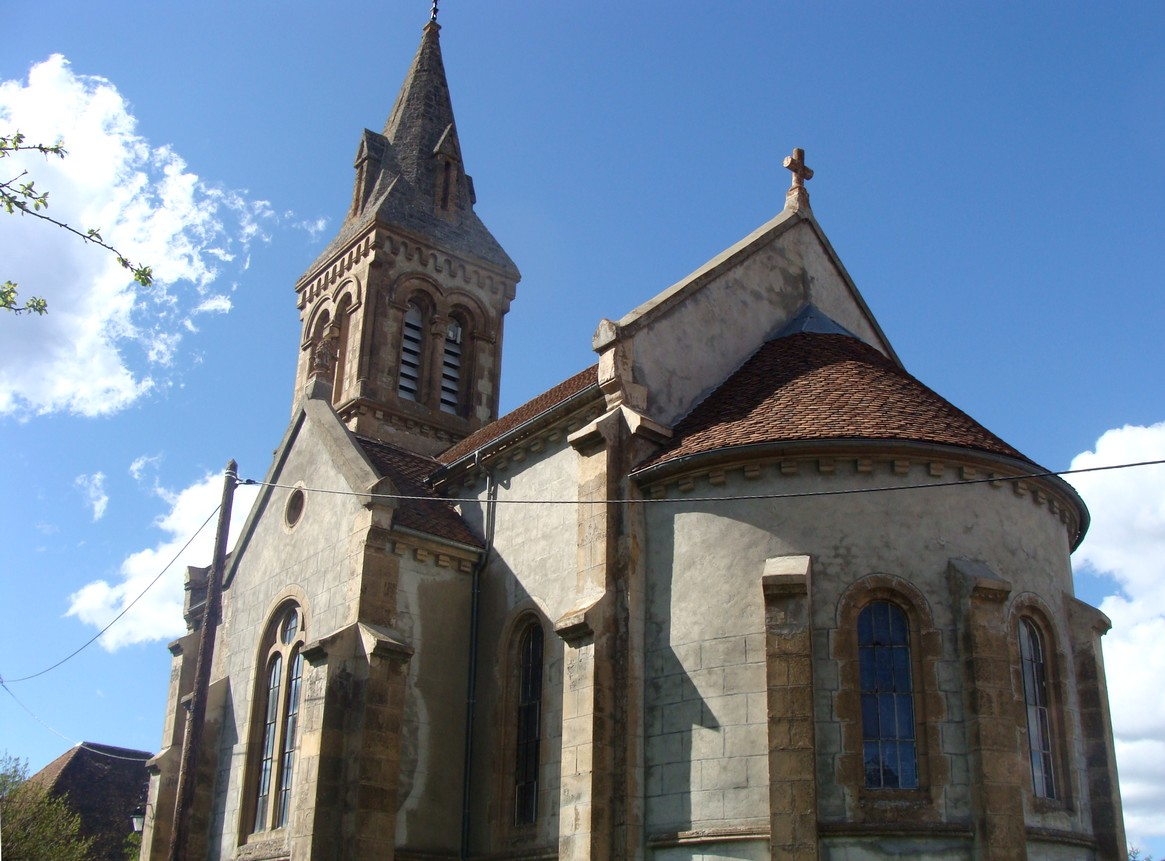
Kirche Saint-Michel
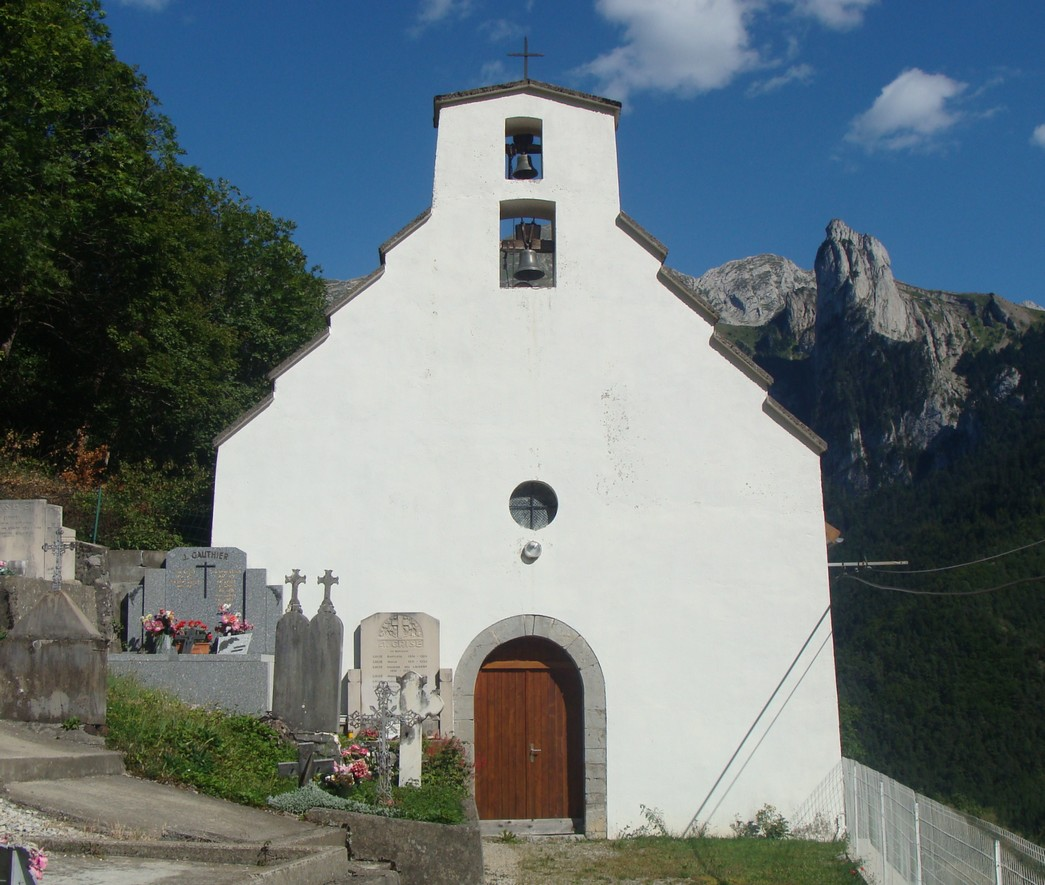
Kapelle Mariä Geburt